# Eriksmyst
Eriksmyst är en småort i Härryda kommun.
Eriksmyst består av cirka 65 villor belägna vid västra sidan av Gingsjön i Björketorps socken. Orten räknas ofta som en del av Hällingsjö. Eriksmyst ligger cirka 34 km från Göteborg och cirka 35 km från Borås.